# Postkommunismus
„Postkommunismus“, häufig adjektivisch als „postkommunistisch“ gebraucht (von lat. post für „nach“, d. h. etwas „nach dem Kommunismus“), seltener auch in der Variante „Postsozialismus“ bzw. „postsozialistisch“, ist ein mehrdeutiger Begriff, der sowohl in der medialen Berichterstattung, der politischen Auseinandersetzung als auch im wissenschaftlichen Diskurs verwendet wird. Er hat mehrere, oft nicht deutlich voneinander zu trennende Dimensionen:
- zeitlich in Bezug auf die Zeit nach den Umwälzungen und Revolutionen im Jahr 1989 und nach der Auflösung der Sowjetunion,
- räumlich in Bezug auf die ehemaligen Ostblockstaaten mit zuvor kommunistischen bzw. realsozialistischen Systemen,
- sachlich bzw. personenbezogen in Bezug auf die Nachfolgeparteien der ehemaligen kommunistischen bzw. sozialistischen Parteien in diesen Staaten und deren Mitglieder. Dabei ist mit der Bezeichnung keine bestimmte politische oder philosophische Ideologie verbunden (und insofern nicht mit Postmarxismus zu verwechseln); so blieb die deutsche PDS als Nachfolgerin der DDR-Staatspartei SED am linken Rand des Parteienspektrums, während sich die Nachfolgeparteien in anderen ehemaligen Ostblockstaaten, etwa der SLD oder die SDPL in Polen oder die ungarische MSZP sich am Vorbild sozialdemokratischer Volksparteien wie der SPD oder der britischen Labour Party orientierten und bereits kurz nach der Wende wieder die Regierung stellten.
- Politisch wird der Begriff gelegentlich als Schlagwort („Kampfbegriff“) verwendet, um die tatsächliche oder vermeintliche Nähe von politischen Gegnern zu den früheren Regimen zu betonen, sie als Opportunisten darzustellen (vgl. „Wendehals“ und ähnliche Begriffe) oder die Glaubwürdigkeit ihres Bekenntnisses zu liberaler Demokratie, Rechtsstaat und freier Marktwirtschaft zu bezweifeln; als Eigenbezeichnung ist er dementsprechend ungebräuchlich.
- Wirtschaftlich beschreibt der Begriff die Abkehr von der Zentralverwaltungswirtschaft mit Unternehmen und Betrieben, die sich weit überwiegend im Eigentum des Staates oder von Genossenschaften befinden, hin zu einer marktwirtschaftlichen Wirtschaftsordnung mit Privateigentum an Unternehmen und Betrieben als vorherrschender Eigentumsform.
- Kulturell beschreibt der Begriff gelegentlich eine kollektive oder generationsbezogene Erfahrung oder ein unspezifisches Lebensgefühl, das Gesellschaften während oder nach der Systemtransformation kennzeichnet und durch bestimmte Phänomene wie Massenarbeitslosigkeit oder Anomie und damit zusammenhängend eine Wiederkehr von Konservatismus, Nationalismus, Familialismus bzw. Refamilialisierung (Rückverlagerung wohlfahrtsstaatlicher Aufgaben in die Familie), Autoritarismus oder Patronage bzw. Klientelismus gekennzeichnet ist.